# 大森 (大田区)

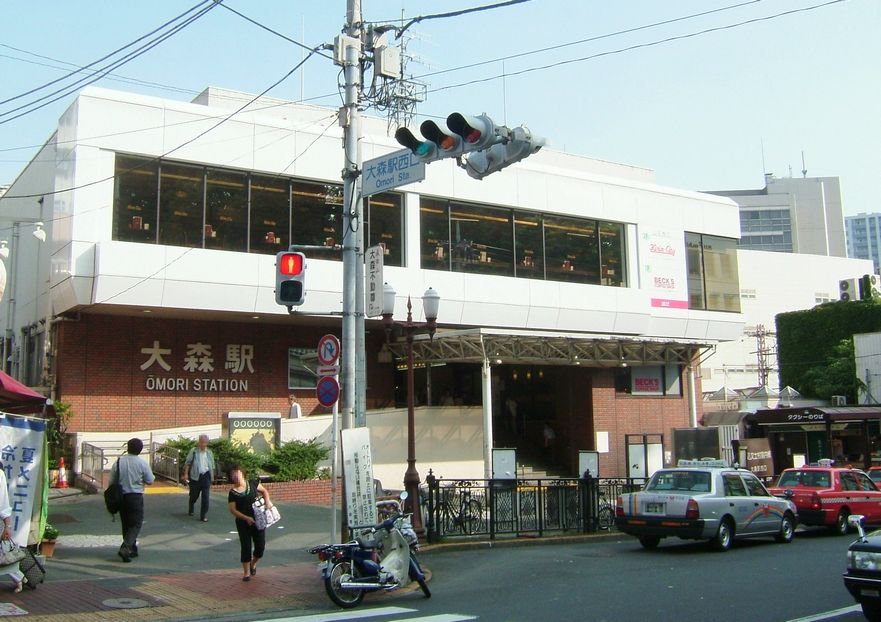
大森駅西口

大森（おおもり）は東京都大田区の地名。または、大森駅を中心とする街。

## 概要
大森は第二次世界大戦前の東京市時代、旧大森町（現在の大森西、大森中、大森東、大森南、大森本町）という地名として存在していた。また戦前の東京35区の時代には、これら地域を含めた区として旧大森区が存在した。現在では旧入新井町（現在の大森北、山王、中央）の一部も大森北という地名になっている。また地名としての他に広義には大森駅周辺を漠然とさすこともあり、その場合には山王や中央、品川区南大井や大井の一部も含まれる。

## 地理
大森は大田区の北東部に位置する。この地域の商業の中心地は、広義の大森地区の北側に位置する京浜東北線（正式には東海道本線）の大森駅であり、駅周辺には商業地が多く形成されている。駅の東側は低地部で、現在の大森北および品川区南大井といった地名の地域であり、主に住宅地や商業地が広がっている。その東側は埋立地の平和島、品川区勝島などに接している。駅の東南側も低地部で、旧大森町の大森諸地域であり、住宅街が広がっている。その東側は埋立地の昭和島に接し、南側は蒲田や北糀谷・東糀谷に接している。大森駅の西側は台地部で、現在の地名では大田区山王にあたり、住宅地や商業地が広がっている。その北側は大井や西大井に接しており、西側は南馬込に接している。駅の西南側は低地部で、現在の中央にあたり、住宅地が多い。その北西側は南馬込に接しており、南西側は池上に接している。
この地区の中央部（大森駅の南側）には、環七通りが東西に通っている。大森駅の南北に京浜東北線が敷設されており、路線のすぐ西側を池上通り（大森周辺では柳本通りとも呼ばれ、江戸以前から平間街道として知られた）が南北に通っている。埋立地の西側には国道15号（第一京浜、江戸時代の東海道）が旧海岸線沿いに通っており、その道路沿いには京急本線が敷設されている。また池上通りと国道15号の間には、補助27号線（環七通りの南側は東邦医大通り、北側を沢田通り、品川区内では桜新道とも呼ばれる）が通っている。

## 歴史

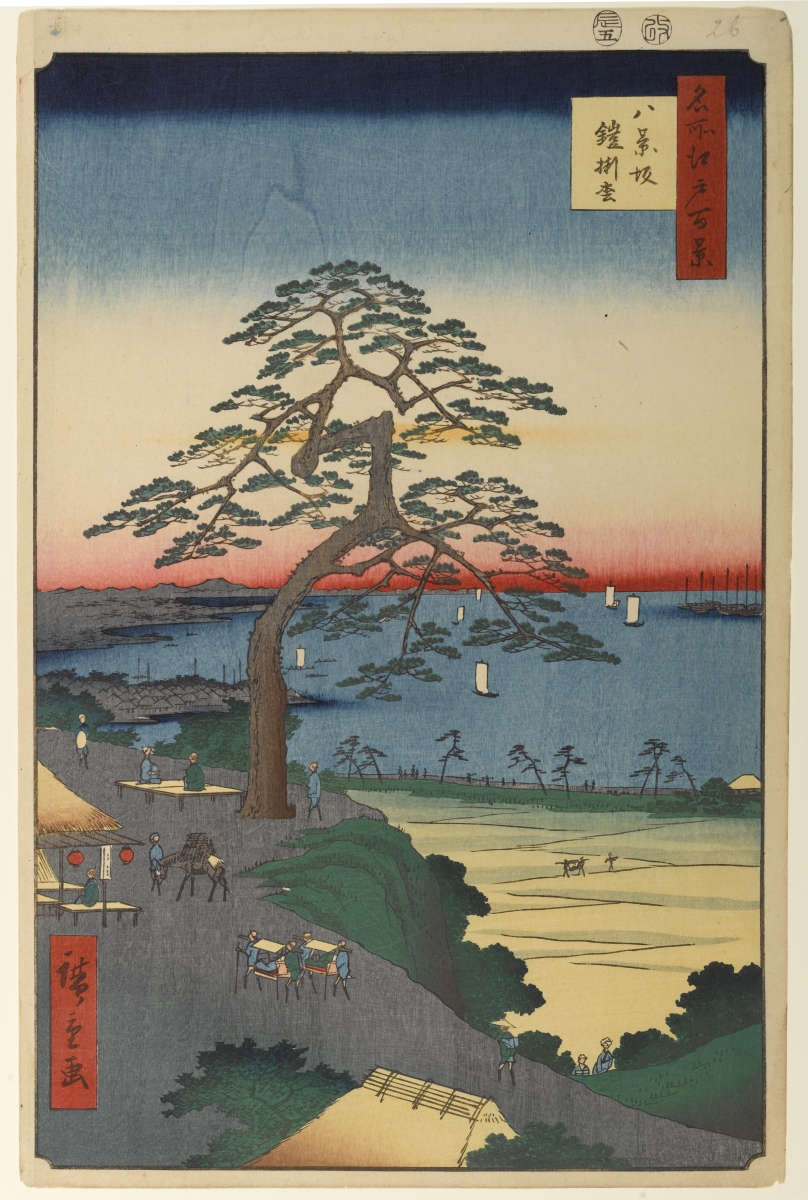
『八景坂鎧掛松』（歌川広重画）

東京湾に臨み、古くから農業と漁業（特に海苔）の盛んな地域であった。
古くは「大杜」とも記され、鎌倉時代の1204年（元久元年）に 大井郷の地頭が大井四郎に大杜と永富の郷を譲与した とあるのが文献上の初出である。
江戸時代には品川宿と川崎宿を結ぶ東海道の街道のため賑わった。名物である海苔の養殖は天和〜貞享年間（1681年〜1688年）ごろに浅草から移住してきた漁民によって始められ、「浅草海苔」として販売された。
1876年（明治9年）に大森駅が開業し、さらに1923年（大正12年）の関東大震災によって住宅の密集した都心から多くの人が移り住むようになった。この時期に、多摩川の水害の心配が無く比較的自然が残っている山王地区は住宅街となった。また、旧馬込町と旧入新井町の一帯には大正後期から昭和初期にかけて多くの文士や芸術家が居住し、馬込文士村と呼ばれる地域でもあった。
1914年（大正3年）8月10日には、大森海岸で第1回水上選手権（後に日本選手権水泳競技大会へ発展）が開催された。
大正時代以降は大森地区の東側に町工場が進出して漁業が衰退していった。
1945年（昭和20年）8月27日、特殊慰安施設協会による初の慰安施設「小町園」が大森地内に開業した。
高度経済成長時には東京湾汚染および埋立地拡張によって海苔の生産が中止になり、京浜工業地帯として多くの工場が並んだ。1970年代後半以降、工場は地価の安い地方へと移転し、跡地には住宅・学校・公園等が建設された。現在でも大森地区の南側や東に隣接する埋立地には工場が残っているが、その他の地域は住宅地と商業地が中心となっている。

## 経済

### 商工業
商人は大塚邦房（区議長、酒類商）、大塚啓太郎（電球業）、大塚五郎右衛門（金融業、篊商）、大塚清吉（区議、海苔簀問屋）、大塚要蔵（海産物商）、大塚隆一（篊製造）などがいた。

### 地主
地主は「大塚泰之助、大塚五郎右衛門」などがいた。

## 主な施設

### 大森駅の駅ビル内
- アトレ大森、アトレ大森2
- 東急ストア大森店
- RaRa - 大森駅初の駅ビル

### 大森駅の東側
- 西友大森店（映画館のキネカ大森との複合施設）
- 大森ベルポート、いすゞ病院 - いすゞ自動車事業所跡地に建てられた、多彩な施設を有する商業複合施設。
  - 日立製作所（本社部門の一部） - 大森ベルポート内にある。
- Luz大森 - 地下2階、地上8階の複合公共商業施設。入新井特別出張所や入新井図書館などの公共施設の他、コンビニ、ドラッグストア、旅行代理店、サロン、飲食店、保育園、クリニックなどがある。また地下には、1000台規模の駐輪場がある。
- ヒューマックスパビリオン大森 - 飲食店やカラオケボックス、マンガ喫茶・ネットカフェなどを有するレジャービル。
- 平和島競艇場
- しながわ水族館
- 大森駅東口商店会 - 駅東口に広がる「大森北一番街」を中心とした商業地区。
- Milpa - 駅南側のアーケード商店街（旧称大森銀座商店街）
- イトーヨーカドー大森店 - アサヒビール東京大森工場の跡地に開店。
- 日立大森ビル
- 日立大森第二別館（本社部門の一部）
- ディスコ本社
- やまや大森店
- 京急EXイン大森海岸駅前
- 入新井西児童交通公園 - 蒸気機関車があり、デモンストレーション運転も行われる。
- 大森ふるさとの浜辺公園 - 人工海浜や人工干潟などを備えた区の海浜公園。
- カトリック大森教会 - 1922年に献堂されたカトリック教会。
- 大森駅東口自転車駐車場 - 1000台以上が収容可能で24時間利用できる有料制自転車等駐車場。
- 大森スポーツセンター - 区が運営するスポーツセンター。
- 京浜急行バス大森操車所。
- 羽田京急バス大森操車所
- 京急本線大森海岸駅、平和島駅、大森町駅

### 大森駅の西側
- 大森駅前ビル - 京成百貨店大森店および旧イトーヨーカドー大森店の跡地で、現在はオオゼキ大森店などが入居する複合商業ビル。
- 大森柳本通り商店街 - 池上通り（柳本通り）沿いの商店街で、南は環七通りまで続く。
- ダイシン百貨店→MEGAドン・キホーテ大森山王店 - 地域密着型の百貨店であったが2016年5月で閉店、同年6月30日から『MEGAドン・キホーテ』となった。法人格としての『ダイシン百貨店』は存続し店舗の運営主体を担っていたが、2021年7月1日付で株式会社ドン・キホーテに吸収合併されている[9]。
- 大田文化の森 - 旧大田区役所の跡地に建てられた、区の文化活動支援施設。
- 大森郵便局
- 大森赤十字病院
- 大森テニスクラブ - 大正12年開設で、テニスクラブにおける草分け的な存在。
- 東急バス大森操車所
- 品川区立品川歴史館

## 名所・旧跡
- 磐井神社 - 859年創設。大森の地名の大杜説において、大杜とは当社を指す説もある。
- 大森海苔問屋街 - 海苔発祥の地は海苔問屋街に成長した。40社以上の問屋が営業中。
- 大森貝塚 - 日本における考古学発祥の地。
- 八景坂 - かつて坂の上からの眺めが絶景で、江戸近郊の名勝と言われた。
- 天祖神社 - 八景坂とともに知られていた名勝。
- 八景園跡
- 新井宿義民六人衆の墓 - 善慶寺の境内にある。
- 東海道一本燈籠台石 - 東海道筋の通行人の目印として建てられた常夜灯（戦災で失ったものを復元）
- 森ケ崎鉱泉源泉碑 - 明治時代に発見された森ケ崎鉱泉を記念して当時に建てられた碑で、かつて大森周辺が鉱泉街としても栄えたことを伝える。
- 八幡海岸海水浴場跡 - 1891年（明治24年）に開設された八幡海水浴場の面影を残す大森本町一丁目地区。
- 漁業記念碑 - 海苔養殖終業を記念して建てられた碑。
- ジャーマン通り - かつてドイツ学園があった通り。
- 暗闇坂 - 山王の台地を抜けて馬込に向かう道。
- 山王公園 - 大正元年に開業して多くの文化人が交流をもった望翠楼ホテルの跡地で、文士達が「大森丘の会」を開いた。
- 龍子記念館 - 川端龍子が建てた個人美術館。
- 山王草堂記念館 - 徳富蘇峰の旧宅を保存した資料館で、蘇峰公園内にある。
- 鹿嶋神社 - 交通安全の神様としても知られた。
- 鷲神社 - 11月の酉の日に祭礼として酉の市が行われ賑わいを見せる。
- 救世軍大森小隊 - プロテスタント・メソジスト系キリスト教会。

## 「大森」と冠する学校
- 小学校
  - 大田区立大森第一小学校
  - 大田区立大森第二小学校（現 大田区立開桜小学校）
  - 大田区立大森第三小学校
  - 大田区立大森第四小学校
  - 大田区立大森第五小学校
  - 大田区立大森第六小学校（現 大田区立開桜小学校）
  - 大田区立大森東小学校
- 中学校
  - 大田区立大森第一中学校（大森南）
  - 大田区立大森第二中学校（大森北）
  - 大田区立大森第三中学校（中央）
  - 大田区立大森第四中学校（池上）
  - 大田区立大森第六中学校（南千束）
  - 大田区立大森第七中学校（南久が原）
  - 大田区立大森第八中学校（大森西）
  - 大田区立大森第十中学校（仲池上）
  - 大田区立大森東中学校（大森東）
- 高等学校
  - 東京都立大森高等学校（西蒲田）
  - 東京都立大森東高等学校（大森東）2004年3月閉校

## 地名の由来
- 大森林があったことに由来するという説。[2]
- この地域は大我井杜（おおもり）と言われていたことに由来するという説。"我井"は、武蔵の方言で"広大"の意味。[要出典]

## 出身・ゆかりのある人物
- 小久保喜七（自由民権家、衆議院議員、貴族院議員、自由通信社相談役） - 住所が大森[10]。
- 坂本千夏（声優）[11]
- 大谷香奈子（元歌手、実業家）
- 小林麻美（モデル、女優、歌手）
- S-KEN（音楽プロデューサー）
- 中村妙子（翻訳家）